# Andrej Kudrna
Andrej Kudrna (* 11. Mai 1991 in Nové Zámky, Tschechoslowakei) ist ein slowakischer Eishockeyspieler, der seit 2024 beim HKM Zvolen in der slowakischen Extraliga unter Vertrag steht. Mit der slowakischen Nationalmannschaft spielte er bei den Olympischen Winterspielen in Pyeongchang 2018.

## Karriere
Andrej Kudrna begann seine Karriere als Eishockeyspieler in seiner Heimatstadt in der Nachwuchsabteilung des HC Slovan Bratislava, in der er bis 2008 aktiv war. Nachdem er beim CHL Import Draft 2008 an der insgesamt 58. Position von den Vancouver Giants ausgewählt worden war, wechselte er in die Western Hockey League. Dort spielte er für die Giants und die Red Deer Rebels. Beim KHL Junior Draft 2010 wurde er vom HK Spartak Moskau in der vierten Runde als insgesamt 91. Spieler gezogen, verblieb aber in Kanada. Zur Saison 2011/12 kehrte er zum HC Slovan Bratislava zurück, für dessen Profimannschaft er sein Debüt in der slowakischen Extraliga gab und auf Anhieb den slowakischen Meistertitel gewann. Zur Saison 2012/13 wurde Slovan Bratislava in die Kontinentale Hockey-Liga aufgenommen. In dieser kam er zu seinen ersten Einsätzen, spielte parallel jedoch überwiegend für Slovans Extraliga-Farmteam HK 36 Skalica. In der Saison 2014/15 spielte er neben KHL-Einsätzen bei Slovan auch für den HC Banska Bystrica, ehe er 2015 zum HC Sparta Prag in die tschechische Extraliga wechselte. Dort stand er bis zum Ende der Saison 2020/21 unter Vertrag und absolvierte in dieser Zeit 260 Extraliga-Partien für den Klub. Anschließend wechselte sie zum Ligakonkurrenten HC Litvínov, für den er bis 2024 weitere 155 Extraligapartien absolvierte. Im Sommer 2024 kehrte er in die Slowakei zurück und wurde vom HKM Zvolen verpflichtet, für den er seither spielt.

### International
Für die slowakischen Junioren nahm Kudrna an der U20-Junioren-Weltmeisterschaft 2011 teil.
Mit der Herren-Auswahl spielte er bei den Weltmeisterschaften 2017, 2018, 2023 und 2024. Zudem vertrat er seine Farben bei den Olympischen Winterspielen in Pyeongchang 2018.

## Erfolge und Auszeichnungen
- 2012 Slowakischer Meister mit dem HC Slovan Bratislava

## Statistik
(Stand: Ende der Saison 2024/25)